# Maciej Karłowski
Maciej Karłowski (ur. 6 marca 1970 w Warszawie) – polski krytyk muzyczny, znawca jazzu, publicysta; juror konkursów muzycznych; kurator festiwali muzycznych, ekspert Ministerstwa Kultury i Dziedzictwa Narodowego.

## Życiorys
Był wydawcą i redaktorem naczelnym magazynu „Jazz&Classics” (2003–2004) oraz dyrektorem programowym Jazz Radia (2007–2008). Autor licznych artykułów i recenzji publikowanych m.in. w „Jazz Forum”, „Hi-Fi i Muzyka”, "AUDIO", „Newsweek Polska”, „Przekrój”, „Dziennik – Polska, Europa, Świat” oraz esejów publikowanych w wydawnictwach płytowych.
W latach 2007–2012 związany z Programem II Polskiego Radia, gdzie prowadził audycje autorskie Czas na jazz.  Uczestnik Pierwszej Konwencji Muzyki Polskiej, zorganizowanej przez Instytut Muzyki i Tańca oraz współautor Raportu o stanie muzyki polskiej (2011).
Od 2011 redaktor naczelny portalu Jazzarium. Założyciel i prezes zarządu Fundacji "SŁUCHAJ" (KRS 0000471012), popularyzującej wiedzę o muzyce różnych kultur, zwłaszcza o muzyce improwizowanej i jazzie.

## Publikacje
- Chopin a jazz. chopin2010.pl. [zarchiwizowane z tego adresu (2014-03-02)]., Biuro Obchodów CHOPIN 2010
- Muzyka jazzowa w: Raport o stanie muzyki polskiej, Instytut Muzyki i Tańca 2011
- Rewolucja freejazzowa w: Nowa Muzyka Amerykańska, Wydawnictwo Korporacja Ha!art, Kraków 2010

### Eseje
- Bary Guy New Orchestra - Mad Dogs (Not Two 2013). nottwo.com. [zarchiwizowane z tego adresu (2014-03-01)].
- Anthony Braxton - Quartet (Warsaw 2012) (For Tune 2013). for-tune.pl. [zarchiwizowane z tego adresu (2014-03-25)].
- Mary Halvorson Trio - Ghost Loop (For Tune 2013). for-tune.pl. [zarchiwizowane z tego adresu (2014-03-25)].